# Ягручей
Ягручей — ручей в России, протекает по территории Ладвинского сельского поселения Прионежского района Республики Карелии. Длина ручья — 12 км.
Ручей берёт начало из озера Галик на высоте 86,8 м над уровнем моря и далее течёт преимущественно в северо-восточном направлении.
Ручей в общей сложности имеет восемь малых притоков суммарной длиной 23 км.
Впадает на высоте ниже 59,2 м над уровнем моря в реку Ивенку (ниже — Ивину), впадающую в Верхнесвирское водохранилище, через которое протекает река Свирь.
В нижнем течении Ягручья располагается посёлок Ладва.
Код объекта в государственном водном реестре — 01040100712202000012179.